# Crecida del río Amarillo de 1034
La crecida del río Amarillo de 1034 (chino tradicional: 1034年黃河洪水; chino simplificado: 1034年黄河洪水; pinyin: 1034 nián huánghé hóngshuǐ), fue una catástrofe natural a lo largo del río Amarillo de China que se originó con la rotura de una fajina tras las fuertes lluvias en Henglong, en el territorio de la dinastía Song del Norte. La inundación dividió el río Amarillo de su curso anterior en tres canales más septentrionales que se encontraron con el Chihe, el You y el Jin.
Los nuevos cauces del río Amarillo provocaron inundaciones en las ricas regiones septentrionales de Dezhou y Bozhou, además de reducir los ingresos en las regiones septentrionales de los Song del Norte. El río Amarillo volvió a desbordarse en 1048, lo que hizo que el curso del río se desplazara hacia el norte, pasando por la región meridional de Hebei-Shandong, donde antes había desembocado en el mar.

## Antecedentes
Durante el gobierno de la dinastía Song del Norte en China, se produjeron cuatro grandes crecidas del río Amarillo. La primera de estas inundaciones se produjo antes del año 983, mientras que las otras tres ocurrieron después del año 1000, en 1019, 1034 y 1048 respectivamente. Antes de la inundación de 1034, el río seguía la misma ruta que tenía desde el año 11. Para mantener la protección de las fuertes lluvias anuales en torno al mes de julio, se construyó un sistema de fajinas a lo largo de gran parte del recorrido del río en las zonas controladas por los Song del Norte.

## Inundación
Durante un periodo de intensas lluvias en julio de 1034, una fajina fuera de Henglong reventó, provocando un flujo masivo de agua del río Amarillo fuera del curso que había seguido previamente y al que había sido dirigido. Este desvío creó tres nuevos canales que conectaban con los ríos Chihe, You y Jin, junto a la desembocadura original del río en el mar de Bohai. La cantidad de agua introducida en los ríos Chihe, You y Jin levantó grandes cantidades de sedimentos que fueron arrastrados río abajo.

## Consecuencias
A diferencia de la trayectoria controlada del río Amarillo anteriormente, la nueva trayectoria desviada del río causó grandes inundaciones en las regiones de Dezhou y Bozhou —de la actual Shandong—. Las grandes cantidades de sedimentos recogidos cuando las aguas del río Amarillo entraron en los ríos Chihe, You y Jin también causaron importantes daños económicos a las provincias del norte de la dinastía Song del Norte a las que llegaban los ríos afluentes. Bajo el gobierno de Renzong, un emperador conocido por su modestia, los Song trabajaron durante cinco años intentando inútilmente restaurar el curso anterior del río Amarillo.
En este proyecto se contrataron más de 35.000 empleados, 100.000 reclutas y se necesitaron 220.000 toneladas de madera y bambú en un solo año, antes de que el proyecto fuera abandonado en 1041. Solamente siete años después de que el proyecto para restaurar el curso del río terminara, la crecida del río Amarillo de 1048 hizo que el río se desplazara mucho más al norte, lo que significó que los ríos Chihe, You y Jin ya no eran una amenaza para la agricultura alrededor de las actuales Hebei y Shandong. Debido a la inundación la agricultura en Dezhou y Bozhou, así como a los sedimentos arrastrados por los tres nuevos ríos afluentes del río Amarillo, se registró que la inundación de 1034 redujo los ingresos de las provincias del norte a la mitad. Sin embargo, las consecuencias económicas de la primera inundación no se habían reparado del todo cuando llegó la segunda, lo que provocó una mayor devastación en las provincias del norte de la dinastía Song del Norte.